# Новиков Володимир Михайлович
Новиков Володимир Михайлович (псевдонім Кюннюк Урастиров; 26 квітня (9 травня) 1907, Еміський насліг, Амгинський улус, Якутська область — 30 квітня 1990) — якутський поет. Народний поет Якутської АРСР. Почесний громадянин міста Якутська.

## Біографічні відомості
Перші твори були надруковані в 1927 році. Член Спілки письменників СРСР з 1938 року.
Закінчив факультет мови та літератури Якутського державного педагогічного інституту (1942). Працював журналістом в різних газетах, керував альманахом «Хотугу сулус».
Поетично переробив якутський народний епос «Олонхо» (якут. «Нуоҕалдьын кугас аттаах Тойон Дьаҕарыма Бухатыыр», Богатир Тойон Джагарима на рудому коні, 1941 рік). Є автором драми у віршах «Үчүгэй Үөдүйээн» («Красуня Юедюєен»), п'єс «Эйэ иһин» («За мир»), «Албан Килбиэн», лібрето опери «Ньургуһун уонна Лоокуут» («Нюргусун і Лоокуут») та інших творів. Епічний характер носить поема Новикова «Ымыы уонна Налбыһах» про якутські села 1920-30-х років. 
Переклав на якутську мову декілька творів Т. Шевченка, Максима Рильського і класиків російської літератури.